# Eduard Worobjow
Eduard Arkadjewicz Worobjow (ros. Эдуа́рд Арка́дьевич Воробьёв, ur. 25 października 1938 w Woroneżu) – radziecki i rosyjski dowódca wojskowy, generał pułkownik.

## Życiorys
W 1961 ukończył wyższą szkołę wojskową w Baku, następnie do 1963 był dowódcą plutonu w Karpackim Okręgu Wojskowym. W latach 1963–1968 dowódca plutonu, potem kompanii w Grupie Wojsk Radzieckich w Niemczech, później przez 4 lata dowodził pułkiem we Lwowie (Karpacki Okręg Wojskowy), następnie dowódca dywizji w Armeńskiej SRR. W latach 1985–1986 dowódca 38 Armii, 1986–1987 I zastępca dowódcy Turkiestańskiego Okręgu Wojskowego, w skład którego wchodziła 40 Armia walcząca w Afganistanie. W latach 1987–1991 ostatni dowódca Centralnej Grupy Wojsk stacjonującej w Czechosłowacji, 27 X 1988 mianowany generałem pułkownikiem. X 1991 – VII 1992 zastępca głównodowodzącego Wojskami Lądowymi ds. przygotowania bojowego, VII 1992 kierował wkraczaniem rosyjskich sił pokojowych do Mołdawii i był pierwszym dowódcą wojsk rosyjskich stacjonujących w tym państwie. W latach 1992–1995 I zastępca głównodowodzącego Wojsk Lądowych Federacji Rosyjskiej. XII 1994 nie przyjął dowództwa wojsk rosyjskich podczas wojny w Czeczenii „z powodu całkowitego nieprzygotowania” i złożył rezygnację z dalszej służby w Siłach Zbrojnych Federacji Rosyjskiej. Deputowany do Dumy Państwowej 2 i 3 kadencji (1996–2003).

## Odznaczenia
- Order Czerwonej Gwiazdy
- Order „Za służbę Ojczyźnie w Siłach Zbrojnych ZSRR” II klasy
- Order „Za służbę Ojczyźnie w Siłach Zbrojnych ZSRR” III klasy
- Order „Za osobiste męstwo”
- Medal 100-lecia urodzin Lenina
- Medal „Weteran Sił Zbrojnych ZSRR”
- Medal jubileuszowy „Dwudziestolecia zwycięstwa w Wielkiej Wojnie Ojczyźnianej 1941–1945”
- Medal 850-lecia Moskwy
- Medal „Za Umacnianie Braterstwa Broni”
- Medal jubileuszowy „50 lat Sił Zbrojnych ZSRR”
- Medal jubileuszowy „60 lat Sił Zbrojnych ZSRR”
- Medal jubileuszowy „70 lat Sił Zbrojnych ZSRR”
- Medal „Za nienaganną służbę” I klasy
- Medal „Za nienaganną służbę” II klasy
- Medal „Za nienaganną służbę” III klasy